# 陈麟瑞
陈麟瑞（1905年—1969年），号瑞成，曾用名林率，笔名百合、石华父等，男，浙江新昌人，中国作家、报刊编辑，曾任民进中央委员，第四届全国政协委员。

## 家庭
岳父柳亚子。妻子柳无非。子陈君石为中国工程院院士。